# Tam Tiến, Núi Thành
Tam Tiến là một xã thuộc huyện Núi Thành, tỉnh Quảng Nam, Việt Nam.

## Địa lý
Xã Tam Tiến nằm ở phía bắc huyện Núi Thành, có vị trí địa lý:
- Phía đông giáp Biển Đông
- Phía tây giáp các xã Tam Xuân I, Tam Xuân II, Tam Anh Bắc
- Phía nam giáp xã Tam Hoà
- Phía bắc giáp thành phố Tam Kỳ.

Xã Tam Tiến có diện tích 21,50 km², dân số năm 2019 là 11.026 người, mật độ dân số đạt 513 người/km².

## Hành chính
Xã Tam Tiến được chia thành 12 thôn